# 매먼

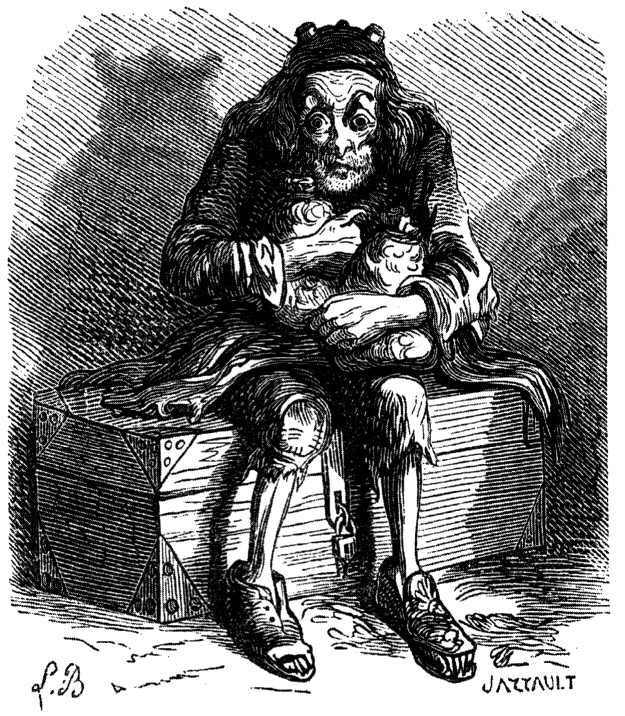
맘몬, 콜랭 드 플랑시의 지옥 사전

매먼(영어: mammon) 또는 맘몬(라틴어: mammona 맘모나[*])은 신약성서에서 물질적인 풍요와 부(富) 그리고 탐욕을 뜻한다.

## 인격화
| “ | 너희를 위하여 보물을 땅에 쌓아 두지 말라 거기는 좀과 동록이 해하며 도적이 구멍을 뚫고 도적질하느니라 오직 너희를 위하여 보물을 하늘에 쌓아 두라 거기는 좀이나 동록이 해하지 못하며 도적이 구멍을 뚫지도 못하고 도적질도 못하느니라 네 보물 있는 그 곳에는 네 마음도 있느니라 눈은 몸의 등불이니 그러므로 네 눈이 성하면 온 몸이 밝을 것이요 눈이 나쁘면 온 몸이 어두울 것이니 그러므로 네게 있는 빛이 어두우면 그 어두움이 얼마나 하겠느뇨 한 사람이 두 주인을 섬기지 못할 것이니 혹 이를 미워하며 저를 사랑하거나 혹 이를 중히 여기며 저를 경히 여김이라 너희가 하나님과 재물을 겸하여 섬기지 못하느니라. | ” |
|   | — 마태복음서 6장,19~24절 |   |

신약성서에서 맘몬은 누가 복음서 16장 13절과 마태 복음서 6장 24절에서 한 사람이 두 주인을 섬기지 못할 것이니 혹 이를 미워하며 저를 사랑하거나 혹 이를 중히 여기며 저를 경히 여김이라 너희가 하느님과 재물을 겸하여 섬기지 못하느니라. 일부에선 누가복음서 16장 9절과 11절 또한 맘몬의 의인화로 해석하는 경향이 있다. 그러나 다른 부분에서는 부정한 재물 또는 그와 동등한 것으로 번역한다.
맘몬을 일찍이 언급한 것은 복음서의 인격화에서 유래한 듯하다. '‘Didascalia Apostolorum’이라는 논문이 있다. 이 논문은 처음에는 사도행전 15장에서 언급된 예루살렘에서의 사도 회의에서 작성된 것으로 알려져 있었으나, 실제로는 3세기경에 작성된 것으로 보인다. 원래 그리스어로 쓰였고 후에 라틴어로 번역되었다. . 니사의 그레고리오는 맘몬이 베엘제붑의 또 다른 이름이라고 주장했다.
중세 동안에 맘몬은 일반적으로 탐욕과 부유함, 부정직함을 관장하며 두 개의 새 머리, 검은 몸, 발톱을 가진 손발이 있는 모습을 한 악마로서 그려졌다. 천사들의 아홉 계층 가운데 가장 낮은 계급의 천사 출신이라고 한다. 그 이전에는 별로 주목받지 못했는데, 옛날에는 부의 집중화가 별로 이루어지지 않았기 때문이다. 그러나 중세에 이르러 금전욕이 현실적인 문제로 떠올랐다. 악마학자로 알려진 스콧은 맘몬이 에녹서와 관계있는 악마로 ‘사방의 데몬’ 가운데 하나이며, 남쪽을 지배한다고 말했다.
존 밀턴의 실낙원 제1권 679행에는 “하늘에서 떨어진 천사 가운데 이처럼 치사한 근성을 가진 자는 없었다.”라고 씌어 있는데, 천사로서 하느님을 섬기고 있던 무렵부터 그의 관심사는 금은보석이었다고 한다. 그래서 그는 뭔가 땅에 떨어져 있지 않은지 언제나 고개를 숙이고 걸어다녔다고 한다. 그리고 숨겨진 황금이나 재산을 찾아내는 힘이 있으며, 최초로 사람들에게 땅을 파서 광산 자원을 채굴하는 방법을 가르쳤다. 지옥에 있는 악마들의 호화롭고 웅장한 궁전인 만마전(萬魔殿 : 판데모디움)을 건설한 것도 맘몬이다. 또한, 그는 매우 실리적이어서 하늘에서 떨어졌다는 낙담으로부터 가장 먼저 회복된 것으로 묘사된다.

## 같이 보기
- 배금주의
- 천민 자본주의 & 신자유주의
- 모질라서